# MOX
El MOX (en anglès: Mixed Oxide Fuel) és un combustible nuclear per a centrals nuclears que es fa amb un 7% de plutoni, en forma de diòxid de plutoni, i un 93% d'urani empobrit, en forma de diòxid d'urani. A Europa hi ha trenta reactors nuclears tèrmics que funcionen amb MOX, cap d'ells als Països Catalans.
Cada tipus de reactor nuclear d'una central està dissenyat per a un tipus de combustible determinat, igual que ocorre amb els automòbils, per exemple, que sovint és urani, i la majoria no poden usar MOX. Aquest combustible només es pot emprar a alguns reactors tèrmics de tipus PWR i des de fa poc a alguns reactors tèrmics de tipus BWR. Per exemple s'usa des dels anys 90 del segle xx a vint reactors de centrals nuclears franceses, tots de tipus PWR, i des de 2010 a la central japonesa de Genkai, també PWR. És possible modificar un reactor que abans funcionava amb urani per tal que empri MOX, com per exemple es va fer en 2010 al reactor III de la central nuclear de Fukushima Dai-ichi.
Als Estats Units està prohibit, ja que consideren que no compleix el Tractat de No Proliferació Nuclear de 1968, però altres signants d'aquest tractat (Regne Unit, França, Rússia) el fabriquen, l'utilitzen i el comercialitzen.

## Història
L'any 1964 es va provar per primera vegada la MOX en un reactor, va ser a Bèlgica, al reactor BR3 de Mol. Paral·lelament va estar també investigat i desenvolupat en altres països, incloent proves, com per exemple als Estats Units, on van considerar que era no era prou rendible econòmicament i el van desestimar.
La MOX va restar descartada fins als anys 80, quan el govern de França va encetar un programa al seu pla energètic al qual es volia desenvolupar l'ús de plutoni com a combustible nuclear i com a part d'ell va signar un contracte amb l'empresa COGEMA (actual Areva) per a MOX a algunes de les centrals nuclears franceses existents i a totes les que es construïssin posteriorment, que ja es dissenyaren específicament per a funcionar amb MOX. El pla francès tenia com a objectiu l'ús de plutoni i no el benefici econòmic, ja que en aquest sentit continuava sense ser interessant, segons va anunciar EDF (Electricitat de França) públicament en 1989. La companyia EDF va calcular que el cost net addicional per usar MOX en comptes d'urani seria d'uns 350 milions d'euros els primers deu anys. El socialista Christian Bataille, creador de la llei del seu nom sobre residus radioactius, va justificar aquests costos econòmics extraordinaris explicant que així es promovia el reciclatge.
En 1995 es va començar a fabricar MOX a la planta nuclear militar francesa de Marcoule, situada al departament de Gard, que va ser creada en 1956 per a la investigació, desenvolupament i producció de bombes nuclears i on encara avui s'extreu plutoni i es produeix triti, ambdós usats per a l'armament nuclear francès. La producció anual de MOX en aquesta planta és de 140 tones.
Als primers anys del segle xxi, França, a través d'Areva, ha exportat la tecnologia MOX a altres països, com per exemple Japó. Actualment el MOX es fabrica sobretot al Regne Unit i a França, i en menor grau a Rússia, Índia i Japó. D'aquests països, Japó és l'únic que no té armament nuclear i que utilitza només residus provinents d'altres de les seves nombroses centrals nuclears.

## Reutilització de residus radioactius
El combustible més habitual de les centrals és l'urani. L'isòtop d'urani més habitual a la natura (més del 99%) és l'urani 238 però l'utilitzat majoritàriament per a usos diversos és el l'urani 235, per la qual cosa algunes tecnologies necessiten enriquir l'urani, és a dir, treure una part d'urani 238 i urani 234 de la mescla d'urani amb tots els seus isòtops, perquè la mescla tingui una proporció major d'urani 235. L'urani amb menys urani 235 de l'habitual, anomenat urani empobrit és, mesclat amb Plutoni 239, l'usat en aquest combustible.
És un producte interessant com a manera d'aprofitar parcialment residus radioactius d'urani, però el procés per a crear-lo que s'usa actualment genera contaminació radioactiva marina. Alguns dels processos emprats generen a més grans quantitats de pols radioactiu.

## Promoció de l'explotació del plutoni
Tanmateix, l'ús d'aquest combustible, que interessa als productors i començants de plutoni, és molt polèmic perquè alguns consideren que el desavantatge d'aquest reciclatge parcial de l'urani per a fer MOX promou el negoci del plutoni, i amb ell la proliferació d'armament nuclear.

## Proliferació nuclear
La proliferació nuclear o proliferació de l'armament nuclear és la relació entre el desenvolupament de les centrals nuclears per a produir electricitat i el de la tecnologia nuclear per a finalitats bèl·liques, com la fabricació d'armes nuclears. El Plutoni 239 és un subproducte que es genera en gran quantitat (entre 250kg i 300kg anuals pel primer any de vida d'una central mitjana) en la combustió d'urani a les centrals nuclears, i que es llençaria (seria residu) si no fos un dels materials emprats a l'armament nuclear. Així, les plantes d'enriquiment i de reprocessament resulten avantatjoses des d'un punt de vista bèl·lic.

## UOX
En el sector de l'energia nuclear internacional se sol conèixer com a UOX (d' ÒXid d'Urani dit en anglès) al combustible nuclear estàndard usat a les centrals nuclears amb reactors d'aigua lleugera (PWR i BWR, principalment) fet bàsicament amb urani enriquit al 3%-4% en urani 235.